# Johann Gangolph Kraiger
Johann Gangolph Kraiger (* 20. Oktober 1829 in Fritzlar; † 2. August 1907 ebenda) war Bürgermeister in Fritzlar und Abgeordneter des Provinziallandtages der preußischen Provinz Hessen-Nassau.

## Leben
Johann Gangolph Kraiger war der Sohn des Heinrich Kraiger und dessen Ehefrau Anna Maria Arend. Er war Schreiber am Amtsgericht Fritzlar, betätigte sich in der Kommunalpolitik und wurde Mitglied des Stadtrates Fritzlar, wo er als Stadtschreiber fungierte. Von 1872 bis 1906 war er Bürgermeister in Fritzlar und hatte in den Jahren 1891 bis 1897 einen Sitz im Kurhessischen Kommunallandtag des Regierungsbezirks Kassel, aus dessen Mitte er zum Abgeordneten des Provinziallandtages der Provinz Hessen-Nassau bestimmt wurde. Hier war er Mitglied des Hauptausschusses.

## Auszeichnungen
1906 Ehrenbürger von Fritzlar